# La cumbre de la elocuencia
La cumbre de la elocuencia (en árabe نهج البلاغة Nahch al-balaga) es una célebre recopilación de sermones, cartas, exégesis coránica y narraciones atribuidos a Alí (primo y yerno de Mahoma, primer imam para los chiíes). Fue recogido en el siglo X por el erudito chií Sharif Razí.

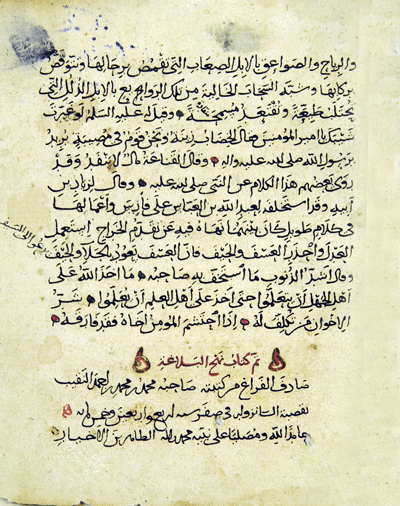
Folio de un viejo ejemplar de La cumbre de la elocuencia

## Estructura
Los dichos de Ali ibn Abi Tálib en este libro se reparten en tres partes:
- La primera parte: sermones y mandatos.
- La segunda parte: las cartas y testaduras.
- La tercera parte: las palabras, dichos y consejos cortos.

Muchas personas famosas como Abdol Hamid kateb (siglo II de la hégira), Jahez (siglo III de la hégira), Qodamah Ibn Yaafar (siglo IV de la hégira), Ibn Abel Hadid (siglo VI de la hégira) y Jalil Ibn Ahmad Farahidi (siglo VIII de la hégira), relievan los dichos de Ali. Jahez en su libro Al-bayan va al-tebiyan dijo: Si hubiéramos tenido estos dichos (del Nahjol Balaghah), nos habría sido bastante, ya que estas palabras son valores y nos afirman sobre la elocuencia de Ali Ibn Abi Tálib.

## Opiniones
Ali al-Najdi, el jefe de la universidad de Gaherah en su libro dice: una forma de música hay en la palabra de Ali Ibn Abi Tálib que influencia en nuestra alma y nuestro corazón, la verdad es muy ordenado se parece a un poema.
Jorj Saman, Jordaq, ha escrito unos libros sobre Nahch al-balaghe, dijo: no he visto nadie como un escritor como Ali Ibn Abi Tálib, por eso no he escrito de nadie excepto de Ali Ibn Abi Tálib.
Sheij Muhammad Abdeh, uno de los científicos de Egipto, cuando conocía Nahch al-balaga, fue a compartirlo entre los jóvenes egipcios, y escribe en su libro: no hay nadie entre los árabes sino dice la palabra de Ali Ibn Abi Talib después de la palabra de Dios y profeta del Islam es una palabra más elocuente y universal.
Hussein Lankarani dijo: en el periodo de Reza Khan Pahlavi, un día fui a visitar a Mirza Yahya Dolat Abadi, le vi que estaba leyendo Nahj Al-Balaghah con respeto, cuando me vio, yo vi que está llorando y me dijo: mi ñorda es mejor que Mirza Ali Bab. Si el verdadero de religión es este que dice este libro (Nahŷ al-balaġeh) entonces Mirza Ali Bab qué dice. Las palabras de este libro no son como las tonterías de él. Pues Mirza Yahya Dolat Abadi invitó los líderes de Bab a chiita y el islam verdadero.

## La referencias deNahch al-balaghah
Allameh Amini en su libro (Al-Qadir), menciona 81 Explicaciones para Nahŷ al-balaghah. Las famosas explicaciones de Nahch al-balaghah son:
- La explicación de Ibn Abi al-Hadid Motazeli Bagdadi
- La explicación de Ibn Meysam Bahrani
- La explicación de Ayatolah Juoi
- La explicación de Muhammad Taqi Jaafari
- La explicación de Muhammad Shushtari

El primer acopiador de los dichos de Alí Ibn Abi Tálib, fue Abu Osmán Amr Ibn Bahr Jahiz. Él elegía los 100 de dichos de Amir al-Mumenin.
Asimismo otros historiógrafos compilaban los dichos de Alí Ibn Abi Tálib, como:
- Muhammad Ibn Salameh, su libro es Maalem al-hokm va masur makarim al-shim.

- Abu Ishagh Saghafi Kufi, en el siglo III de la hégira, su libro es Al-gharat.

- También Sheij Koleini y Sheij Tusi, mencionaron unos dichos de Imam en sus libros, Al-Kafi y Al-Tohid (Moneteismo).

Alí Ibn Huséin Masudi, el historiador famoso en su libre dice: Las personas que han memorizado los dichos de Ali Ibn Abi Tálib, son más de cuatrocientas ochenta personas. Ali oraba improvisado y la gente los escuchaba y disfrutaba de sus dichos."
También Masudi, uno de los científicos islámicos dice: Alí Ibn Abi Tálib tiene muchos dichos pero solo hay 239 dichos en el Nahch al-balaghe.

## Sermones
En total Nahy Balagha tiene una colección de 245 sermones de Ali.
La siguiente es una lista incompleta de los resúmenes de cada sermón en la colección.
- Sermón 1, En este sermón Ali menciona la génesis de la creación de los universos, la Tierra y Adán.

- Sermón 2, En este sermón se menciona la creación de Adán.
- Sermón 3, conocido como el Sermón de ash-Shiqshiqiyyah. Se ocupa de su período entre la muerte de Mahoma con el período de la revuelta Kharijite
- Sermón 4 fue entregado por Ali a su regreso de la batalla de Siffin. En este sermón Ali explicó la situación de los árabes en días preislámicos y las condiciones de corrupción en los que la sociedad islámica había caído de nuevo.
- Sermón 5 (algunos consideran que esta parte del sermón anterior) es en alabanza de Ahl al-Bayt (la progenie de Muhammad). En este sermón Ali menciona que los Ahl al-Bayt son las fortalezas de los mandamientos de Dios, y son los que pueden interpretar sus mandamientos.
- Sermón 6 es acerca de los hipócritas.
- Sermón 7 es el famoso discurso de Shaqshaqiyyah (Sermón del rugido de un camello), en este sermón Ali menciona de nuevo sobre el califato de ser arrebatada. "Por Dios, que el hombre, Abu Bakr, arrebató el califato (de mí), ya que era una insignia...”
- Sermón 8, en este sermón Ali ha representado la mentalidad de Quraysh y lo que la Ahl al-Bayt haber hecho para enseñarles el islam y la reforma de sus mentes. Terminó con un consejo para ellos aceptar la religión con sinceridad.
- Sermón 9, Después de la muerte de Mahoma, cuando `Abbas ibn 'Abd al-Muttalib (tío de Mahoma) y Abu Sufyan llegaron a Ali a jurar lealtad, les aconsejó en este sermón.
- Sermón 10, Talha y Zubayr rebelaron contra Ali y levantaron un ejército para ocupar las provincias de Kufa y Basora. Ali resolvió el problema en lugar de luchar. Algunas personas trataron de disuadir Ali contra sus decisiones, en respuesta a la disuasoria para Ali entregado Sermón 10.
- Sermón 11, En el sermón 11 Ali describe las condiciones mentales de aquellos musulmanes que, en realidad, eran hipócritas y tenían en sus corazones interiores hay lugar para la verdad, la justicia y el islam. Para cumplir su propósito Se echaban a todos los vicios y el mal y Shaitan (Satanás) fue su guía y señor.
- Sermón 12, Ali advierte Zubayr (que se volvió contra Ali).
- Sermón 13, Ali responde a la propaganda de los opositores.
- Sermón 14, Ali pronunció este discurso después de Talha y Zubayr rompieron su juramento de lealtad a Ali. Ali se dio cuenta de que Muawiyah ¡yo estaba detrás de esto y entregado Sermón 14, seguidores de la verdad y la religión! Ten en cuenta que el Satanás (Refiriéndose a Muawiyya) ha amasado sus seguidores...
- Sermón 15, Ali instruye Muhammad Ibn Hanafiya (comandante del ejército de Ali en la batalla de Basora (también llamada la Batalla del Camello (Jamal)).
- Sermón 16, Discurso da después de la victoria en la batalla de Basora.
- Sermón 17, Ali condenó las actividades de los habitantes de Basora (Ayesha que habían luchado contra él en la batalla de Basora).
- Sermón 18, En este sermón Ali condenó de nuevo las acciones de la gente de Basora.
- Sermón 19, está en el contexto de la conquista de Armenia, donde el ingreso Khums había sido trasladado desde el Estado a Marwan I (Marwan Ibn Hakam), (un proceso que Ali más adelante hacia atrás). {Hecho}
- Sermón 20, este sermón fue pronunciado después de la muerte del califa Uthman ibn Affan, cuando Ali se ofrecía el califato. En ella Ali dijo a la gente lo que esperan bajo el Califato.
- Sermón 21, Ali describe tres tipos de personas que se encuentran en la sociedad y también el mejor curso a seguir en la vida.
- Sermón 22, Ali condena a las personas que asumen el estado / título de un Qadi (juez) sin tener titulación o conocimientos suficientes para este tipo de trabajo responsable.
- Sermón 23, los comentarios de Ali sobre las diferencias de opiniones entre juristas sobre la misma cuestión de la Sharia (ley islámica).
- Sermón 24, mientras que Ali estaba pronunciando un discurso en la mezquita de Kufa, Ash'az Ibn Qays (que era el jefe del ejército de Muawiya en la batalla de Siffin) intervino diciendo que tal discurso era perjudicial para Ali. Sermón 24 fue una respuesta a Ash'az; "Usted un mal hijo de un padre depravado, un hipócrita, hijo de un infiel, ¿sabes qué parte de mi discurso es perjudicial y qué parte es beneficioso para mí? ..."
- Sermón 25, Ali explica cómo y de quién podemos tomar lecciones para moldear y reformar nuestras vidas. En ella Ali también recuerda a la gente el más allá; "Si tuviera solo una verdadera concepción de lo que sucedería después de la muerte, habría gritado de terror y temblaba de miedo...”
- Sermón 26, Ali dice que esta vida es solo un viaje y reduciendo nuestros pecados que podía hacer este viaje fácil; "Reducir la carga de tus pecados y vicios para que pueda continuar el viaje con facilidad".
- Sermón 27, Talha y Zubayr Az habían querido hacerse cargo del califato y por lo tanto asesinado califa Uthman ibn Affan, el único obstáculo que queda en su camino fue Ali. Ellos decidieron acusar falsamente e implicar a Ali por el asesinato. En Sermón 27, Ali dice Talha y Zubayr Az tengan miedo de Alá.
- Sermón 28, Ali aconseja a los pobres no envidiar a los ricos y los ricos para apoyar y ayudar a los pobres.
- Sermón 29, Ali aconseja a la gente a seguir las órdenes de Dios, ya que es la única manera que uno puede disfrutar de la otra vida; Y, si no es recompensado en esta vida, te lo garantizo porque vuestra recompensa en el más allá.
- Sermón 30 fue entregado en el marco de la incautación de algunas provincias (previamente bajo el control del califato de Alí) y la posterior huida de Gobernadores de Ali de Muawiyah yo.
- Sermón 31, Ali ha explicado las causas del asesinato del Califa ‘Uthman y porqué él no tuvo ninguna conexión –en absoluto- con dicho incidente de la historia del Islam.

- Sermón 32, Este sermón es en alabanza de la Yihad, que muestra lo que significa que es real Yihad está luchando con uno mismo interno contra los pecados y los placeres mundanos y lo que se puede lograr con ella.
- Sermón 33, Ali aconseja a la gente a abandonar la corruptela de la vida y tratar de lograr la salvación.
- Sermón 34, Ali criticó aquellas personas que dijeron que estaban dispuestos a luchar por el islam, pero en la práctica utilizan excusas, siempre que el islam necesita defensa.
- Sermón 35, Ali explica las causas del asesinato del califa Uthman ibn Affan y también aclara a sí mismo de no tener ninguna relación con el incidente. "Si le hubiera ordenado a matar yo, sin duda, habría sido su asesino, y si lo hubiera impedido la gente de matarlo yo hubiera sido su ayudante. Pero no tengo ninguna relación con ese asunto."
- Sermón 36, en este sermón Ali da consejos a `Abd Allah ibn 'Abbas cuando se envía a Zubayr antes de la batalla de Basora.
- Sermón 37, Ali aconseja a las personas a llevar una vida honesta y piadosa, también explicó la condición en la que la gente vivía en ese momento.
- Sermón 38, Ali dice a la gente que su misión es la misma que en la época de Muhammad, Mi misión hoy es el mismo que era en la época de Muhammad. Voy a prosperar hasta que erradico impiedad y la injusticia, y hasta que establecer un imperio de la justicia y la verdad, un régimen humano y divino.
- Sermón 39, en este sermón Ali ha expresado su pesar por la condición mental de los iraquíes, advirtiéndoles de los resultados de la negligencia del deber y de la indiferencia hacia la religión.
- Sermón 40, cuando Muawiyah I 's ejército estaba al borde de una derrota en la batalla de Siffin, su comandante Amr ibn al-As sobornó a algunos de los oficiales del Ejército de Ali. Algunos de los oficiales volvieron a Ali y se disculpó por su traición. En esta ocasión Ali entregado Sermón 40.
- Sermón 41, la batalla de Nahrawan tuvo lugar entre Ali y los jariyíes. Antes de la batalla comenzó Ali advirtió a los jariyíes en Sermón 41, quiero advertir y aconsejar en contra de esta batalla, para que pueda morir en ella, y el siguiente día sol puede arrojar su luz de la mañana en sus cuerpos mutilados y manchadas de sangre...
- Sermón 42, Ali describe sus esfuerzos sinceros, coraje y fortaleza para la causa del Islam.
- Sermón 43 es un muy corto sermón, en la que habla sobre cómo las personas piadosas "a pie a través de la oscuridad", pero debido a su fuerte creer en Alá mantenerse en el camino correcto.
- Sermón 44, habla de Malik Ibn Kab, que era el gobernador de Aynut Tamr (provincia), que solo tenían un ejército de cerca de 100 hombres para custodiar esta provincia. Sin previo aviso Muawiyah envié un ejército para invadir la provincia. Cuando Ali se enteró, se instó a los musulmanes a ir a ayudar a Malik Ibn Kab. Los musulmanes eran tímidos y poco dispuesto a ir a ayudar Malik Ibn Kab, viendo esto Ali dio Sermón 44. Después de este sermón terminó, Adi Ibn Hatim vino a Ali con unos 1000 soldados de los Bani Hatim. Ali hizo Adi el comandante del ejército. Adi estaba preparando para partir a Aynut Tamr, cuando la noticia llegó a que Malik Ibn Kab y su pequeño ejército de 100 hombres habían derrotado a la horda de Muawiya de un millar de soldados.
- Sermón 45, Después de romper con Ali, los jariyíes utilizó el lema "Sólo Dios es el juez". Ali en este sermón arroja luz sobre esta consigna y el falso sentido que querían sacar de ahí, el lema que repiten es cierto en verdad pero deducir sentido mal y deducir de ella conclusiones que son perjudiciales para la humanidad.
- Sermón 46, Hazrat ‘Ali (P) ha dado las razones de por qué no aprecia la diplomacia y el engaño.
- Sermón 47, Ali dice a su pueblo que los antojos desmesurados y malas acciones solo se hacen daño. También señala que las buenas obras, no significan necesariamente una recompensa en esta vida, pero sin duda será recompensado en el más allá.
- Sermón 48, Ali pronunció este sermón cuando fue informado de que Muawiyah yo estaba preparando para una guerra. "Me parece que hay elección se ha dejado a mí, tampoco tengo que aplastar la rebelión por la fuerza (por lo tanto, ir a la guerra) o presentados al paganismo (no hacer nada y dejar que Muawiyah I poder de adquisición).
- Sermón 49 fue entregado cuando Ali descubrió que Masqala Ibn Hubayra Shaybani, había huido a Muawiyah con un poco de dinero de la tesorería del estado. "Que Alá no perdonará Masqala. En un principio se comportaba como un jefe, pero al final él huyó como un esclavo."
- Sermón 50, Mezcla bien y el mal
- Sermón 51 fue entregado por Ali en su viaje a Siria.
- Sermón 52, la predicción de Ali sobre el futuro de Kufa.
- Sermón 53 fue entregado en un lugar llamado Nukhayla, mientras él estaba en su viaje a Siria.
- Sermón 54, Ali explica la teoría de la aceptación de la existencia de Dios. "... Los que no le han visto físicamente no se puede negar su existencia...”
- Sermón 55, arroja luz sobre las causas de la gente que va por mal camino. "Sin duda, las causas de la discordia y la rebelión contra la religión son que la gente siga los dictados de sus mentes e introducen innovaciones y cismas contra las órdenes explícitas de la Escritura de Alá."
- Sermón 56, entregado en la batalla de Siffin, cuando las fuerzas de Muawiya habían ocupado el Éufrates y se detuvo el suministro de agua a Ali y su ejército. Fuerzas de Ali recapturados el río y permitió al ejército de Muawiya usar tanta agua como les gustaría. Antes de que comenzara la batalla para la re-captura de El Éufrates, Ali pronunció este sermón.
- Sermón 57 es una advertencia para aquellas personas que no conceden importancia a la otra vida.
- Sermón 58, Ali explica qué tipo de animales puede ser sacrificada en ocasión del Eid al-Adha.
- Sermón 59, libró al justo antes de la batalla de Siffin, cuando las fuerzas de Ali estaban pidiendo permiso para pelear.
- Sermón 60, Ali estaba tratando de retrasar la guerra (en la batalla de Siffin). Algunas personas pensaron que Ali tenía miedo a la muerte, este sermón fue una respuesta a esa gente. "No está bien que digas que estoy dudando de comenzar la guerra porque tengo miedo de la muerte. Por Alá nunca me retrasé guerra aunque sea por un día, pero con la esperanza de que algunos rebeldes pudieran volver a mí ya través de mí que podrían ser guiadas hacia la religión..."
- Sermón 61, como se menciona en el sermón anterior, Ali estaba tratando de retrasar la guerra, algunas personas empezaron a quejarse, diciendo que ya no podían esperar. Pero cuando estalló la guerra, estas mismas personas empezaron a actuar cobardemente. Este sermón era para estas personas.
- Sermón 62, se trata de una predicción de Ali sobre el Estado de Muawiya I después de él. Él dice que Muawiyah, voy a obligar a la gente a calumniar y le deshonra (Ali). En este sermón Ali aconseja a la gente qué hacer a continuación. "Ciertamente, después de mi muerte será vencida y gobernado por un glotón barrigón (Muawiyah I). ¡Cuidado! Él le pedirá que me calumniar y me negaré. Por lo que se refiere calumnia puede obedecer sus órdenes, ya que se salvarte de su ira y la tiranía... pero por lo que renegar de mí está preocupado que no debería hacerlo, porque soy un musulmán por nacimiento y yo fui el primero en testificar..."
- Sermón 63, se le dio cuando Muawiyah violó los términos del Tratado de Siffin y comenzó preparándose para invadir Kufa, Ali decidió invadir Shaam primero. Pidió a los jariyíes venir en busca de ayuda, se negaron a causa del arbitraje en la batalla de Siffin. En la respuesta a la negativa, Ali entregado Sermón 63. "Que seas castigado por Dios... ¡Cuidado! Tu equivocada política traerá muerte y destrucción a usted."
- Sermón 64 fue entregado cuando Ali quedó informado de que los jariyíes trataban de invadir Basora.
- Sermón 65 fue entregado cuando Ali fue informado de que algunas personas estaban planeando asesinarlo. En este sermón, declaró: "escudo protector de Dios me sigue protegiendo En el día que se fija para mi muerte, el escudo desaparecerá y entregarme a la muerte En ese día la muerte no se pierda su objetivo y la herida mortal hará... No curar”.
- Sermón 66, se cree que es parte del Sermón 57, por algunos comentaristas. En ella Ali ha relatado las realidades de la vida, lo que se tiene que enfrentar y cómo tratar con él.
- Sermón 67, Ali advierte a la gente de ciertos hechos básicos de la vida. También asesora a las personas a llevar una vida piadosa.
- Sermón 68, Ali (P) nos ha enseñado a com prender el Poder y la Gloria de Dios, Su Omnipresencia y Omnipotencia

- Sermón 69 es con respecto a la batalla de Siffin. Un día tanto los ejércitos lucharon continuamente durante 24 horas, los combates en la noche era terrible y que se conoce como Laylatul Harir. A la mañana siguiente el sermón 69 entregado, en este sermón Ali se refiere a la batalla de Siffin como Jihad. "Recuerda que Dios te está mirando y que están luchando bajo el mando del primo e hijo-en-ley de la [Mahoma] ... no aceptar la vergüenza y desgracia de una derrota o una derrota, para el que serán castigados en el Día del Juicio, porque la suya es una Jihad en defensa del Islam, la verdad y la justicia ".

- Sermón 70, se refiere a la afirmación de Abu Bakr al califato y el incidente de Saqifah.
- Sermón 71, Sermón sobre la muerte de Muhammad ibn Abi Bakr (que fue asesinado por las fuerzas de Muawiyah I).
- Sermón 72, dirigida a algunos de los compañeros de Ali.
- Sermón 73, Ali narró este sueño en la víspera de su martirio. A la mañana siguiente recibió una herida mortal durante las oraciones de la mañana. “Mientras estaba sentado me dormí y soñé que el Santo Profeta (PBd) venía frente a mí. Le conté acerca de las intrigas, enemistades y sufrimientos que me habían caído en suerte de manos de sus seguidores. El Santo Profeta (PBd) me dijo que los maldijera. Y rogué a Dios que me diera mejores compañeros y que hiciera que un tirano gobernara sobre ellos en mi lugar.”

- Sermón 74, para el pueblo de Irak.
- Sermón 75 es con respecto a la manera de suplicar por la paz y bendiciones sobre Muhammad.
- Sermón 76, se puso después de la batalla de Basora. Marwan (uno de los jefes de las fuerzas enemigas) fue hecho prisionero. Marwan pidió Hasan Ibn Ali y Hussein Ibn Ali (los dos hijos de Ali y Fátima) para solicitar Ali que lo liberen, a cambio de que tendría que pagar su juramento de lealtad a Ali. Ali lanzó Marwan, pero en la cuestión del juramento de lealtad, el sermón 76. Entregado "¿No jurar el juramento de lealtad a mí después de la muerte de Uthman ibn Affan ..." El sermón también contiene una profecía sobre el futuro de la Organización Islámica Mundial: "Recuerda que él (Marwan) va a tener un reino y durará solo mientras se toma un tiempo perro a lamer su nariz. Él será padre de cuatro caciques y muy pronto él y sus hijos será un desastre para el mundo musulmán”. La predicción de fallo Marwan un reino se hizo realidad, Marwan I fue el califa omeya Yazid I y después gobernó solo durante cuatro meses y diez días.
- Sermón 77, se entrega después de Uthman ibn Affan se convirtió en califa. En ella Ali dice que tuvo que sufrir la injusticia y la tiranía con el fin de evitar el derramamiento de sangre y la opresión de los musulmanes. "Usted (Uthman ibn Affan) sabe muy bien que me merezco el califato más que cualquier otra persona... voy a seguir teniendo esta injusticia, siempre y cuando la opresión y el derramamiento de sangre de los musulmanes son recurrido a, y siempre tan sola Sigo siendo un objetivo a su (los primeros califas musulmanes) tiranías.
- Sermón 78, Este sermón fue entregado cuando la noticia llegó a Ali que Banu Ummaya fueron acusando falsamente Ali del asesinato de Uthman ibn Affan. "¿El hecho de que yo sea el primero en testificar Islam y de mis servicios para el Islam y los musulmanes no disuadir y comprobar estas personas malvadas de calumniar o difamar a mí ..."
- Sermón 79, describe las cualidades de un verdadero musulmán.
- Sermón 80 es una denuncia de Ali contra el comportamiento de los Banu Ummaya, durante el reinado de Uthman ibn Affan.
- Sermón 81, una oración a Dios.
- Sermón 82, Cuando Ali decidió dirigirse hacia Kufa, para hacer frente a la rebelión de los jariyíes, un astrólogo aconsejó Ali no tomar el viaje, ya que, según la astrología fue un momento poco propicio. Ali en este sermón dio una respuesta al astrólogo.
- Sermón 83, Este sermón fue pronunciado después de la batalla de Basora.
- Sermón 84, un sermón sobre la piedad y devoción.
- Sermón 85, un sermón en el Mundial.
- Sermón 86 es un muy largo y famoso sermón. También se conoce como Khutba-e-Gharra (un sermón eminente) y Khutba-e-Ajiba (un sermón maravilloso). "Yo Él (Allah) glorifico por Sus favores constantes, vastas bondades y protección duradera Es mi firme creencia de que él es eterno;. Él existía antes de que algo llegara a existir y que él es el creador poderoso."
- Sermón 87, Ali habla de la propaganda llevada a cabo en su contra por 'Amr ibn al-As.
- Sermón 88, Unos atributos a Dios y unos cuantos consejos a sus seguidores y compañeros. Algunos consideran que esto solo una parte de un largo sermón.
- Sermón 89, aconsejando a la gente a creer en la religión y seguir atentamente las enseñanzas de él.
- Sermón 90, Ali describe el tipo de personas del agrado de Allah y los actos de un verdadero musulmán. "¡Oh pueblo! La persona que le gusta más por Allah es el que le implora ayuda para superar sus pasiones, que acepta lo desagradable de la vida, y le teme...”
- Sermón 91, Cuando los musulmanes durante el califato de Ali comenzó a ir por mal camino, Ali pronunció este sermón.
- Sermón 92, Ali recuerda musulmanes de las condiciones en las que la sociedad estaba ante Dios envió a Mahoma con su mensaje. "El Dios Todopoderoso envió nuestro [Muhammad] con su mensaje en un momento en el Mundial fue durante mucho tiempo sin ningún profeta o reformador; cuando las naciones habían pasado por años sin darse cuenta el deber del hombre hacia el hombre y Dios ..."
- Sermón 93, Atributos de Allah y sus creaciones.
- Sermón 94, Este es otro famoso y largo sermón, llamado al-Ashbah. Una vez alguien le preguntó Ali para describir Allah de tal manera que podía sentir que él está viendo Allah (en un estado físico). Ali fieltros molesto por esta petición, ya que Dios no puede ser descrito de tal manera por la cual los hombres podían imaginar él físicamente. En esta ocasión este sermón fue pronunciado por Ali.
- Sermón 95, Después de la muerte de Uthman ibn Affan, los musulmanes de la época solicitó Ali asumir el califato. Ali luego entregado sermón 95. En ella Ali dice a la gente lo que debe aceptar bajo su califato, "Recuerda que si acepto su califato haré usted sigue la religión de acuerdo a mi propia conciencia y sentido de juicio...”
- Sermón 96, Ali pronunció este sermón después de la Batalla de Nahrawan, en la que los jariyíes fueron fuertemente derrotados. En ella Ali dice a la gente para pedirle lo que quisiera, ya que se pierden pronto su Imam (Ali martirizado poco después en Kufa). "... Me pregunta todo lo que quieras, antes de perder la vista de mí." Ali también dice en este sermón que él tiene conocimiento de lo desconocido y el futuro, Ilm-e-Ghaib, "... si le preguntas a cualquier pregunta sobre los acontecimientos importantes que ocurrirían a partir de hoy para el Día del Juicio, voy a explicar a todos a usted”.
- Sermón 97, Un sermón en alabanza de Muhammad. "La última y más exaltado de todos ellos fue Muhammad."
- Sermón 98 es un sermón acerca de los árabes durante la vida de Mahoma.
- Sermón 99 es un sermón en alabanza a Alá y Mahoma.
- Sermón 100, Ali condena aquellos musulmanes que no respondieron a la llamada de Ali antes de la década de guerras civiles islámicos. "Juro por Alá que este grupo (omeyas) derrotará a usted, no porque están defendiendo la justicia o la protección de la verdad, sino simplemente porque implícitamente y voluntariamente obedecen a su líder incluso en el vicio y el pecado, y perezosamente recojo a mi alrededor cuando yo llamar a usted para defender la causa de la religión y Dios”.
- Sermón 101, Este sermón es una predicción sobre el futuro de los musulmanes y el imperio musulmán. "... Estos omeyas (de hoy salafistas Y wahabíes) permanecerán en el poder hasta que obligan a la gente a descartar el Islam de manera tan flagrante que todo acto prohibido por Dios será considerado y aprobado como legítimo y legal."
- Sermón 102 es una descripción de la vida y el asesoramiento sobre la manera de vivir de acuerdo a la manera islámica.
- Sermón 103 es un sermón acerca de sí mismo y de los líderes después de su muerte.
- Sermón 104 es profecía de la regla de los Omeyas. Una famosa cita de este es: "Estoy pensando en una persona de Siria (Refiriéndose a Muawiyah ), que es un error y es engañosa la gente con mentiras flagrantes y fuertes...”
- Sermón 105, este sermón es alrededor de tres temas principales, el día del juicio, el mundo islámico después de la muerte de Ali (una profecía) y otra profecía acerca de Basora.
- Sermón 106, Ali menciona acerca de las cosas en el mundo que atraen a uno hacia el mal y el vicio.
- Sermón 107 es un intento de mostrar el estado del mundo antes de Mahoma.
- Sermón 108, explica la misión de Mahoma y una profecía sobre el omeya de.
- Sermón 109 es sobre el islam, Mahoma y los musulmanes.
- Sermón 110, durante la batalla de Siffin algunos soldados del ejército de Alí se retiraron, pero luego recuperó la posición perdida. En esta ocasión Ali pronunció este sermón.
- Sermón 111, menciona algunos atributos a Dios.
- Sermón 112 es con respecto a los atributos de Dios y menciones acerca de sus fieles compañeros.
- Sermón 113, Un sermón asesorar a las personas que tienen verdadera fe en Dios y creer en el Corán.
- Sermón 114, Un sermón asesorar a las personas a no ser atrapados en los deseos mundanos como el destino final es en el más allá.
- Sermón 115, Un sermón sobre el Ángel de la Muerte.
- Sermón 116, Ali advierte a las personas contra los placeres viciosos del Mundo.
- Sermón 117, En este sermón Ali elogia Alá y habla de las formas de vida.
- Sermón 118, se dice que este sermón que fue entregada durante un período de sequía severa. En ella Ali reza a Dios por la lluvia.
- Sermón 119, Un sermón en alabanza de Muhammad y una profecía sobre Hajjaj Ibn Yusuf (que más tarde se convirtió en el gobernador de Irak, durante el reinado de Abdul Malik Ibn Marwan).
- Sermón 120, Ali asesora a la gente a gastar su fortuna en buenas causas.
- Sermón 121, Ali elogia sus compañeros leales y fieles. "Ustedes son partidarios de la verdad y la justicia".
- Sermón 122, Un sermón a aquellas personas que decían ser verdaderos seguidores de Ali, pero cada vez que se necesite durante la guerra, sería cobarde hacia abajo.
- Sermón 123, recuerda a la gente que la Ahl al-Bayt son los verdaderos guardianes del Islam. "Nosotros, la progenie de la [Muhammad] somos las puertas por las que la verdadera sabiduría y el conocimiento verdadero alcanza la humanidad, somos las luces de la religión."
- Sermón 124, Un sermón sobre la batalla de Siffin.
- Sermón 125, Un sermón dirigido a los jariyíes.
- Sermón 126, parte de un sermón pronunciado en un campo de batalla que contiene consejos para personas fuertes y valientes para ayudar a los débiles y nerviosos.
- Sermón 127, Instrucciones para sus soldados, algunos consideran que esta parte del sermón anterior.
- Sermón 128, Un sermón considerar el arbitraje en la batalla de Siffin, lo que llevó a la creación de la secta jariyíes.
- Sermón 129, Cuando Ali comenzó a distribuir el Baytul Mal o del Tesoro Público a todos los musulmanes, independientemente de la raza y el estado, los ricos sintieron que califato de Alí era más favorable a los pobres. Los ricos y los ricos decidieron enviar una delegación a Ali para protestar. En esta ocasión Ali pronunció este sermón.
- Sermón 130, Este sermón fue entregado cuando Ali se enteró de que los jariyíes se masacran musulmanes simplemente porque tiene diferentes puntos de vista. "De todas las personas malvadas y pecaminosas de este mundo que usted es el peor."
- Sermón 131, Una profecía sobre una guerra en futuro.
- Sermón 132, Un sermón comentando las actividades mundanas.
- Sermón 133, parte de un sermón que se cree que se entregarán cuando Ali fue a ver a Abu Dhar al-Ghifari, un compañero de Mahoma que se vio obligado a exiliarse por Uthman ibn Affan.
- Sermón 134, Un consejo para la gente de Kufa que se habían reunido alrededor de Ali.
- Sermón 135, Un sermón sobre la muerte y cómo prepararse para ello.
- Sermón 136, que se cree una parte de un largo sermón, que contiene atributos a Dios, Muhammad ibn Abdullah y el Corán. "(El Corán) siempre le guía hacia el Islam."
- Sermón 137, cuando la Segunda sunita califa, Umar quería invadir el Imperio Romano, consultó a Ali si él (Umar) debe encabezar la invasión. Este sermón fue la respuesta de Ali. En el sermón Ali da el segundo califa permiso de nombrar a un oficial con experiencia pero no para dirigir el propio invasión. "Usted puede designar a un oficial con experiencia para hacerse cargo de la expedición ..."
- Sermón 138, Cuando una contienda tuvo lugar entre Ali y el tercer califa sunita, Uthman ibn Affan, Mughira Ibn Akhnas afirmó que defenderá el tercer califa contra Ali. En este sermón Ali critica Mughira,

"Por Alá! El Señor nunca le concederá la victoria a los que usted apoya (el tercer califa sunita)."
- Sermón 139, Sobre la murmuración y hablar mal de los demás.
- Sermón 140, Ali dice a la gente en este sermón que Talha y Zubayr Az eran responsables del asesinato del tercer califa sunita, Uthman ibn Affan.
- Sermón 141, Un sermón sobre el Mahdi y el Dajjal. "... Y debe acatar las órdenes de un hombre de la Ahl al-Bayt que estará en medio de vosotros."
- Sermón 142, El nuevo afirma ser el rightfull y califa legítimo, "El tiempo está cerca cuando el califato se reclamará a la punta de una espada desnuda, y cuando las promesas se romperá recklessy."
- Sermón 143, Sermón considerando los males de backbitting y calumniar
- Sermón 144,
- Sermón 145,
- Sermón 146,
- Sermón 147,
- Sermón 148,
- Sermón 149, Umar, el segundo califa suní buscó el consejo de Ali al frente de un ejército para hacer frente a los persas. Ali dijo el califa no para dirigir el ejército sí mismo, sino más bien nombrar a otra persona para dirigir el ejército.
- Sermón 150, para ser editado

## Cartas
Nahy Balagha también contiene una colección de 79 cartas, incluyendo cartas a Muawiya I. El siguiente es un breve resumen de cada letra, citas relevantes se han utilizado fuera de las cartas originales.
- Carta 1, enviado a la gente de Kufa, antes de Ali procedió a Basora para la batalla de Basora
- Carta 2, enviado a la gente de Kufa después de la victoria en la batalla de Basora.
- Carta 3, a Shuray bin Harith, Juez Principal (Qadi) de Kufa, después Shuray compró una casa muy cara (que no se ajustaba a la vida de una Qadi).
- Carta 4, una carta a uno de los comandantes de su ejército.
- Carta 5, Una carta a Ash'az Ibn Qays.
- Carta 6, Para Muawiyah I teniendo en cuenta la elección en la que Ali se convirtió en califa.
- Carta 7, Muawiyah yo había estado enviando cartas Ali dándole consejos hipócrita y acusándolo falsamente. Carta 7, fue la respuesta a las falsas acusaciones de Muawiya en Ali.
- Carta 8, Jarir Ibn Abdallah Bajali (un compañero de Ali) fue enviado por Ali a Damasco para entregar una carta al Muawiya I. cierto retraso se produjo en el regreso de Jarir que hizo Ali preocupado por su seguridad. Ali escribió esta carta a Jarir, en esta carta, le dijo Jarir forzar Muawiyah yo respondiera a su escrito anterior de Ali dar una respuesta definitiva; Paz (en cuyo caso Muawiyah yo tendría que jurar el juramento de lealtad a Ali) o Guerra.
- Carta 9, Otra carta a Muawiya I, en la que Ali le dijo a Muawiyah I que él (Muawiyah) no había hecho nada para el islam, mientras que él (Ali) había dedicado toda su vida al islam. En ella Ali menciona que no tiene comparación con Muawiyah; "En el Islam no hay rango, sin honor, sin cargo y sin ningún mérito para él como lo es para mí".
- Carta 10, Ali recuerda Muawiyah I que toda su riqueza es solo en este mundo y no ayudaría en el más allá; "Las posesiones, las riquezas y los lujos que ha rodeado a sí mismo con, es de este mundo ...".
- Carta 11, Instrucciones a su mariscal cuando Ali envió a una batalla. En ella Ali les dice qué hacer antes y durante la batalla.
- Carta 12, Instrucciones a una expedición de 3.000 soldados, que fueron enviados a luchar contra los sirios.
- Carta 13, Instrucciones a dos de sus comandantes, en ella le dice a sus comandantes que él ha nombrado Malik Ibn Harith como el Jefe de Gabinete y que debe seguir sus órdenes.
- Carta 14, En la batalla de Siffin Ali dio instrucción en la carta de 14 de sus soldados antes de que comenzara la batalla.
- Carta 15, Esta carta tiene las palabras en las que Ali solía invocar a Dios cuando se enfrentó a un enemigo.
- Carta 16, Esta carta tiene las palabras en las que Ali solía aconsejar a sus seguidores durante una batalla.
- Carta 17, una respuesta a una carta de Muawiya I, su afirmación de que tu clan también es descendiente de Abd Manaf Ibn Qusai es cierto pero hay que recordar, como la historia de los árabes le convencerá de que su antepasado Umayya no era igual al nuestro antepasado, el famoso Hashim, ni Harb, otro antepasado suyo, era igual a nuestra Abdul Muttalib ... ni Abu Sufyan podría reclamar a sí mismo igual a Abi Talib ... y uno que viene de un linaje dudoso (señalando a Muawiyah I) no puede pretender ser iguales a los que vienen de la familia noble (que significa a sí mismo ya los Banu Hashim)
- Carta 18, una carta a `Abd Allah ibn 'Abbas. Abdullah fue nombrado "gobernador interino" de Basora, que fue acusado de maltratar el clan Banu Tamim. Ali escribió esta carta a Ibn Abbas, para tratar por igual.
- Carta 19, una carta a uno de sus gobernadores. En ella Ali habla de las formas de gobierno divino. Muestra cómo Ali estaba entrenando a los musulmanes a comportarse con tolerancia hacia otras religiones, cómo una minoría debía ser tratada y lo que deben los que tienen un credo diferente, esperar de un gobernante musulmán.
- Carta 20, por Ibn Abbas, Ziyad fue nombrado comisionado de Basora. Él era totalmente corrupto y por lo tanto fue despedido por Ali. En el momento del nacimiento de Ziyad lo tildaron como ilegítimo, ya que nadie decía ser su padre. Era conocido como "el hijo de su Padre" (un apodo dado a él por Aisha). Posteriormente Muawiya I, con el fin de obtener el apoyo de Ziyad, afirmó que Ziyad era su medio hermano, por lo tanto hijo ilegítimo de Abu Sufyan. Debido a esto Ziyad se convirtió en un aliado incondicional de Muawiya I. Ali escribió esta carta a Ziyad cuando todavía era comisionado de Basora.
- Carta 21, Otra carta a Ziyad, en ella Ali dice Ziyad la manera correcta de vivir.
- Carta 22, Esta carta fue un consejo a Ibn Abbas. Ibn Abbas informó más tarde que, salvo el consejo de Mohammad, ningún otro consejo había sido más beneficioso para él.
- Carta 23 fue una carta de Ali, a su familia, poco antes de ser martirizado en Kufa.
- Carta 24 es la voluntad de Ali. Fue escrito poco después de la batalla de Siffin.
- Carta 25, para llegar a los asesores y los coleccionistas de Zakat
- Carta 26 tiene instrucciones para coleccionistas Zakat.
- Carta 27, Muhammad ibn Abi Bakr era el hijo del primer califa, pero fue criado por Ali. Durante el califato de Ali fue nombrado gobernador de Egipto. Esta carta fue enviada a Muhammad Ali, en ella Ali instruye Muhammad cómo gobernar de una manera justa y equitativa.
- Carta 28 es una famosa respuesta de Ali a las cartas de Muawiya.
- Carta 29, una carta al pueblo de Basora.
- Carta 30, una carta a Muawiya I.
- Carta 31, una carta a uno de su hijo (ya sea Hasan ibn Ali o Muhammad ibn Hanafiya). En ella Ali le aconseja cómo llevar una vida exitosa.
- Carta 32, Otra carta a Muawiya I, "Ustedes han mal guiado a toda la generación de los hombres a su alrededor. Al no tener fe en la verdad del Islam que ha llevado a otros a ir por mal camino. O Muawiya! Temed a Dios, no dejes que el diablo te guíe al infierno..."
- Carta 33, una carta a Quzam Ibn Abbas, hermano de Abd Allah ibn 'Abbas (Gobernador de la Provincia de Ali Hiyaz).
- Carta 34, una carta a Muhammad ibn Abi Bakr. Muhammad fue nombrado gobernador de Egipto por Ali, más tarde Ali lo reemplazó y nombró a Malik al-Ashtar como el nuevo gobernador. Muhammad se sentía triste por esto, cuando Ali se enteró de la tristeza de Muhammad, que escribió la carta 34 a él.
- Carta 35, Cuando Muhammad ibn Abi Bakr (exgobernador de Egipto fue asesinado por la guerrilla de Muawiya I, Ali escribió esta carta a `Abd Allah ibn 'Abbas (el nuevo Gobernador).
- Carta 36, una carta a su hermano (de Alí), Aqeel Ibn Abu Talib.
- Carta 37, una breve carta a Muawiya I. "Allaho Akbar. Cómo irremediablemente usted está envuelto en sus deseos desordenados y pecadores."
- Carta 38, una carta al pueblo de Egipto, informándoles acerca de Malik al-Ashtar, cuando fue nombrado gobernador de Egipto.
- Carta 39, una carta a Amr ibn al-As.
- Carta 40, una carta a un comisario de una provincia, no se sabe a quién iba dirigida esta carta.
- Carta 41, un desconocido gobernador de una provincia huyó con el tesoro público. Esta carta es para el gobernador desconocido.
- Carta 42, escrito a Umar Ibn Abu Salama Mukhzumi, cuando Ali lo reemplazó con Numan Ibn Ajlan Zuraqi para la Gobernación de Baréin.
- Carta 43, una carta a Muskala Ibn Hubayra Shaybani quien era el Gobernador de Ardshir Khurra.
- Carta 44, Ziyad fue un gobernador de Ali, cuando Muawiyah I llegó al poder en Bilad al-Sham trató de sobornar a Ziyad, con el fin de su amistad. Cuando Ali se enteró de esto, escribió esta carta a Ziyad. "... Ten cuidado, que quiere hacer un tonto de ti,...".
- Carta 45, Uthman Ibn Hunayf fue nombrado Gobernador de Basora. Una vez que asistió a una cena de lujo dada por un hombre rico de Basora. Ali escribió esta carta en relación con este asunto.
- Carta 46, una carta a uno de sus gobernadores.
- Carta 47, contiene las palabras en las que Ali aconsejó a sus hijos, Hasan y Husain, poco después de ser herido por Abdur Rahman Ibn Muljim, al tiempo que ofrece el Fajr salat (oración de la mañana).
- Carta 48, una carta a Muawiya I. "Recuerde que la inequidad y la falsedad traer deshonra para un hombre en este mundo y en el más allá"
- Carta 49, Otra carta corta a Muawiya I.
- Carta 50, una circular a los jefes de su ejército.
- Carta 51, una carta a los recaudadores de impuestos y los ingresos. En ella Ali dice a los recaudadores de impuestos que tienen una gran responsabilidad, y deben llevar a cabo el deber con sinceridad y con equidad y justicia. "En la recolección de impuestos y los ingresos no venden sus ropas de invierno y verano ... no recurrir a los azotes; no toque sus bienes; ya sean musulmanes o no musulmanes."
- Carta 52 es una fuente muy valiosa para determinar el momento de Salat (El Rezo). En ella Ali informa el calendario de oraciones. "Liderar las oraciones Zohr hasta la sombra de una pared se hace igual a la altura de la pared. Las oraciones de Asr se pueden realizar hasta que el sol sigue siendo brillante y suficiente tiempo del día se deja para una persona para cubrir una distancia de seis millas. Las oraciones Maghrib deben realizarse cuando la gente abre su rápido y cuando los peregrinos del Hajj regresan de Arafat. Y la hora de la oración Isha es cuando el resplandor rojo del crepúsculo de la tarde desaparece del oeste... Las oraciones de la mañana se van a realizar cuando parece suficiente luz del amanecer para un hombre a reconocer el rostro de su compañera”.
- Carta 53, Es una carta muy larga que contiene instrucciones a Malik al-Ashtar, después de ser nombrado gobernador de Egipto. Nunca digas a ti mismo: "Yo soy su señor, su gobernante, y en general por encima de ellos y que debo ser obedecido sumisamente y humildad".[6]
- Carta 54, una carta a Talha y al-Zubayr, "... tanto de ustedes saben muy bien que no me acerco a las personas para obtener el juramento de lealtad sino que vino a mí con su deseo de hacerme su Amir (gobernante) ... Y le estaban entre los que habían acudido a mi alrededor a jurar el juramento ".
- Carta 55, una carta a Muawiya, "Te lo juro, y mi juramento es tal que no tengo ninguna intención de romperlo, que si el destino lo arregla como a nos ponen cara a cara contra el uno al otro que no voy a abandonar el campo de batalla: Hasta que Alá decida entre nosotros, y Él es el mejor juez. (sura al-Araf, 7:87)
- Carta 56, Shuray Ibn Hani fue nombrado comandante de la vanguardia del ejército de Alí, que marchaba hacia Siria. Instrucciones a Hani fueron enviados a través de esta carta.
- Carta 57, Al salir de Medina de Basora, Ali escribió esta carta a la gente de Kufa. "... Los invito en el nombre de Dios aquellos a quienes esta carta llega, a venir y ver por sí mismos si estoy en la derecha o en el mal."
- Carta 58, una carta enviada por Ali a personas de varias provincias, dándoles las razones de la batalla de Siffin.
- Carta 59, una carta al Aswad Ibn Qatiba, el Gobernador de Hulwan. En ella Ali da Aswad un gran pedazo de consejo: "Manténgase lejos de lo que usted considera mala y el mal en los demás".
- Carta 60, una carta circular enviada a los gobernadores y los funcionarios del Estado, a través de cuyo territorio los ejércitos de Ali iban a pasar.
- Carta 61, Kumayl Ibn Ziyad Nakhai era gobernador de Hayit. Una vez que dejó su provincia sin vigilancia, lo que dio a la guerrilla siria para atacar y saquear el pueblo de Hiyat. Después de este incidente Hiyat envió una carta a Ali pidiendo permiso para vengarse de la provincia siria de Kirkisiya. Kumayl se dejó sabe que Ali no le había dado permiso para invadir Kikisiya través de carta 61.
- Carta 62, Cuando Ali nombrado Malik Ibn Harith Ashtar el gobernador de Egipto, le dio esta carta para ser leída al pueblo de Egipto.
- Carta 63, Abdallah Ibn Qays (también conocido como Abu-Musa al-Asha'ari), era un hombre con una fe débil, que fue atraído por la riqueza y los deseos mundanos, aun a costa de la religión. Cuando Ali asumió el califato, Abu Musa estaba en Kufa. Cuando se enteró de que Talha, Az Zubayr y Aisha se preparaban para la batalla de Basora, se decidió a actuar con prudencia y ser amigable para ambas partes, empezó diciendo: "Aunque Ali fue el califa legítimo de los musulmanes, sin embargo, no era correcto para él para luchar contra otros musulmanes”. Cuando Ali se enteró de que a través de esta declaración él (Abu Musa) estaba tratando de convencer a la gente que no lo (Ali) ayudar, Ali respondió Carta 63. "No voy a permitir que usted se sienta tranquilamente en casa con una doble cara, una para cada parte y voy a quedar expuesto a la gente”.
- Carta 64, una respuesta a Muawiya I. En ella Ali acusa Muawiya I de rebelarse contra el islam. "... Somos fieles seguidores y acérrimos del Islam y le hemos rebelado contra él."
- Carta 65, Otra carta a Muawiya I. "Va a ser una gran desgracia para los musulmanes, si usted se convierte en su gobernante despótico después de mí...”
- Carta 66, una carta que contiene consejos dados a `Abd Allah ibn 'Abbas. Más tarde Abdullah declaró que, salvo el consejo de Muhammad, ningún otro consejo había sido tan útil para él.
- Carta 67, una carta al gobernador de La Meca, Quzam Ibn Abbas (el hermano de Abd Allah ibn 'Abbas).
- Carta 68, Ali escribió esta carta a Salman el persa, antes del inicio del califato de Alí.
- Carta 69, una carta a Harith al-Hamdani.
- Carta 70, una carta a su gobernador de Medina, Suhail ibn Hunayf. La carta fue escrita cuando algunas Medinitas habían dejado Suhayl y pasado a Muawiya I. "No lo siento por aquellos que han dejado... Su giro de caras fuera de Alá ... y sigilosamente caminando sobre el pecado y el vicio ..."
- Carta 71, Ali había confiado Munzir Ibn Jarud Abdi a una posición oficial de alto rango. Munzir abusó de su posición, acto seguido Ali escribió esta carta para él. "Pensé que eras un digno hijo de un padre digno ... Si todo lo que se me informó acerca de usted es correcta, entonces el muy camello es el propietario o incluso el zapato-correa es superior a ti."
- Carta 72, una carta a `Abd Allah ibn 'Abbas.
- Carta 73, una carta a Muawiya I. "Ten en cuenta que Satanás ha hecho usted incorregible, ha hecho ciego a las cosas buenas, como se muestra por la [Muhammad] y sordos a sus enseñanzas."
- Carta 74 es un tratado (que Ali redactado) entre los Yemanites y la tribu Bani Rabia.
- Carta 75, Después de todos los musulmanes aceptan Ali ibn Abi Talib como el califa legítimo, escribió esta carta a Muawiya I. En ella Ali dice Muawiyah I para pagar su juramento de lealtad a él.
- Carta 76, letras Este contiene las instrucciones dadas a `Abd Allah ibn 'Abbas, cuando fue designado como representante de Ali a Basora.
- Carta 77, Otra carta que contiene la instrucción de `Abd Allah ibn 'Abbas, cuando fue enviado a los jariyíes.
- Carta 78, una carta a Abdallah Ibn Qays (también conocido como Abu Musa Ashari).
- Carta 79, Esta la letra final de la colección.